# Marcel Bich
Marcel Louis Michel Antoine Bich, Baron Bich, född 29 juli 1914 i Turin, Italien, död 30 maj 1994 i Paris, Frankrike, var en fransk industrialist.
Han förbättrade i mitten av 1900-talet den av Laszlo Biró uppfunna kulspetspennan och lade på detta sätt grunden för sitt företag Bic. Han var gift två gånger och fick totalt elva barn.